# Abdirahman Duale Beyle
Abdirahman Duale Beyle, in somalo Cabdiraxmaan Ducaale Beyle (Gabiley, 1955), è un politico somalo, Ministro degli affari esteri nel governo del Primo ministro Abdiweli Sheikh Ahmed dal gennaio 2014 al gennaio 2015.